# Lago Tékapo
Para la población a orillas del lago, véase Lake Tekapo

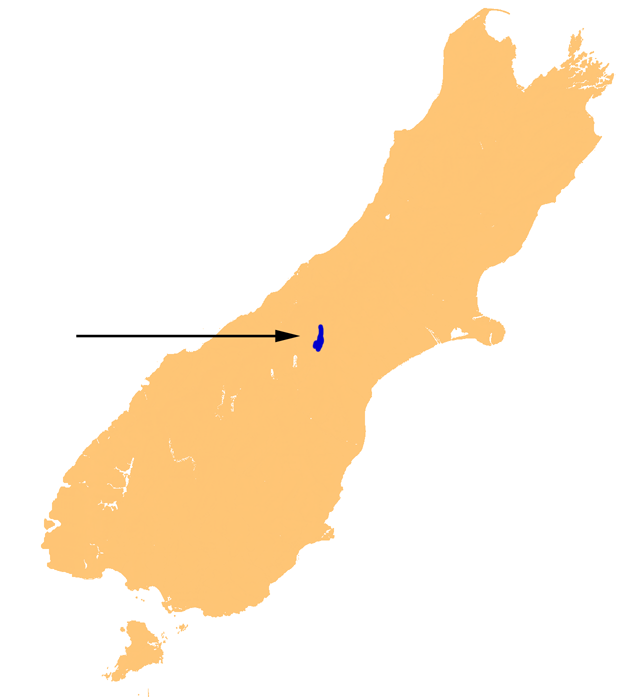
Ubicación del lago Tékapo.

El lago Tékapo es uno de tres lagos situados aproximadamente en paralelo al norte de la cuenca de Mackenzie en la Isla Sur de Nueva Zelanda (los otros son el Lago Pukaki y el Lago Ohau). Ocupa un área de 83 km², y se encuentra a 700 metros sobre el nivel del mar.
El río Godley, cuyas fuentes se encuentran en los Alpes Meridionales, al norte, vierte sus aguas en el lago. 
Existe un observatorio astronómico en el monte John, al norte de la población y al sur del pequeño Lago Alexandrina.

## Iglesia del Buen Pastor
La Iglesia del Buen Pastor, situada en la orilla del lago Tékapo fue la primera iglesia construida en la cuenca de Mackenzie, en 1935. Fue diseñada por el arquitecto R.S.D. Harman, de Christchurch, que se basó en esbozos de la artista local, Esther Hope. Se puede decir que la iglesia es una de las más fotografiadas de Nueva Zelanda. 

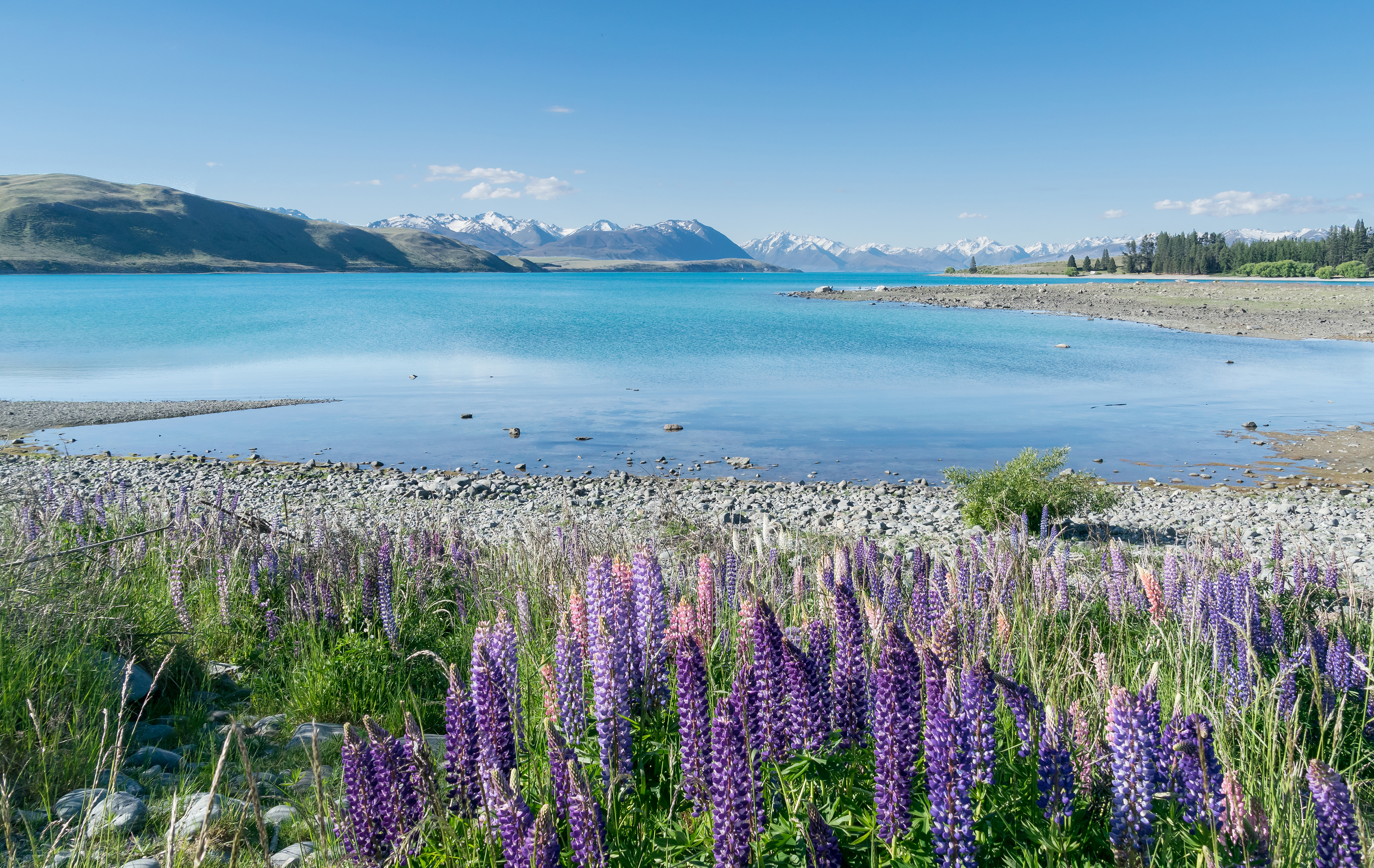
Lago Tékapo
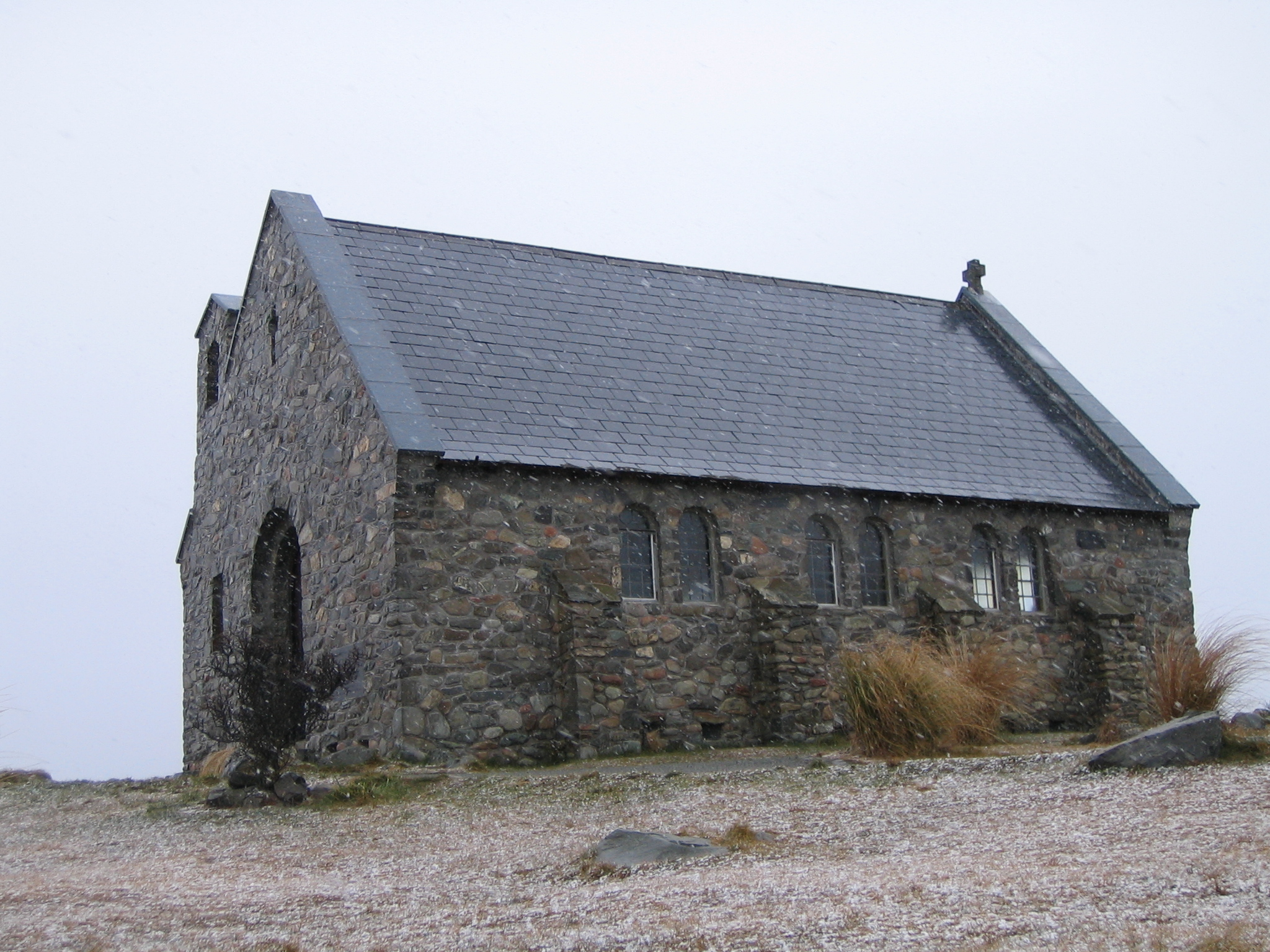
La Iglesia del Buen Pastor en invierno
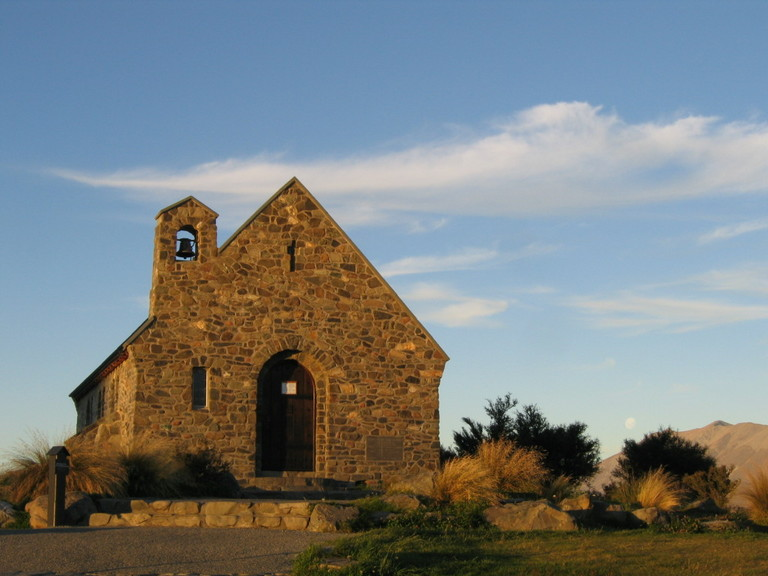
Iglesia del Buen Pastor en verano.